# Người phụ nữ trong sách Khải Huyền

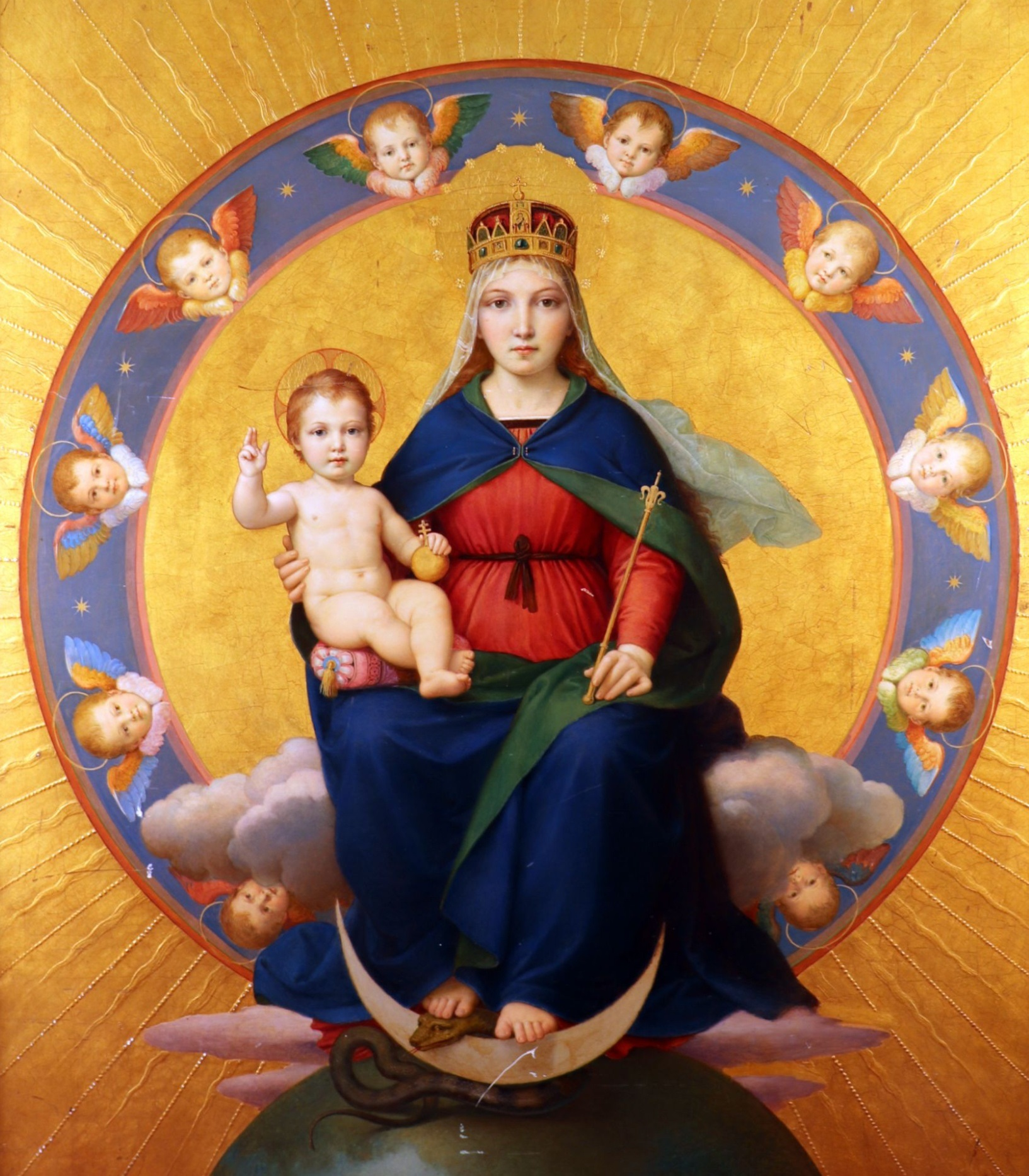
Người phụ nữ khoác lên mình Mặt trời và Vương miện Thần thánh của Hungary - bức tranh của một họa sĩ người Hungary, Szoldatits Ferenc.

Đức Maria được mô tả như người phụ nữ của Sách Khải Huyền bởi Peter Paul Rubens. Bà mặc áo trắng, áo ngoài xanh và chân đạp đầu một con rắn.

Người phụ nữ trong sách Khải Huyền là hình ảnh xuất phát từ chương 12 trong Sách Khải Huyền. Người phụ nữ được đề cập đã được quy chiếu đến nhiều cách giải thích khác nhau như cho đó là Maria, Giáo hội, Các quốc gia Israel.

## Bản văn Kinh Thánh
Sách Khải Huyền: 11:19-12:1-18.
(1) Một điềm lạ vĩ đại xuất hiện trên trời: một người Phụ Nữ, mình khoác mặt trời, chân đạp mặt trăng, và đầu đội triều thiên muời hai ngôi sao. (2) Bà có thai, đang kêu la đau đớn và quằn quại vì sắp sinh con. (3) Lại có điềm khác xuất hiện trên trời: đó là một Con Rồng lớn, đỏ như lửa, có bảy đầu và mười sừng, trên bảy đầu đều có vương miện. (4) Đuôi nó quét hết một phân ba các ngôi sao trên trời mà quăng xuống đất. Rồi Con Rồng đứng chực sẵn trước mặt người Phụ Nữ sắp sinh con, để khi bà sinh xong là nó nuốt ngay con bà. (5) Bà đã sinh được một người con, một người con trai, người con này sẽ dùng trượng sắt mà chăn dắt muôn dân. Con bà được đưa ngay lên Thiên Chúa, lên tận ngai của Người. (6) Còn người Phụ Nữ thì trốn vào sa mạc; tại đó Thiên Chúa đã dọn sẵn cho bà một chỗ ở, để bà được nuôi dưỡng ở đó, trong vòng một ngàn hai trăm sáu mươi ngày.(7) Bấy giờ, có giao chiến trên trời: thiên thần Micaen và các thiên thần của người giao chiến với Con Rồng. Con Rồng cùng các thiên thần của nó cũng giao chiến. (8) Nhưng nó không đủ sức thắng được, và cả bọn không có chỗ trên trời nữa. (9) Con Rồng lớn bị tống ra, đó là Con Rắn xưa, mà người ta gọi là ma quỷ hay Satan, tên chuyên mê hoặc toàn thể thiên hạ; nó bị tống xuống đất, và các thiên thần của nó cũng bị tống xuống với nó. (13) Khi Con Rồng thấy mình đã bị tống xuống đất, nó liền đuổi bắt người Phụ Nữ đã sinh con trai. (14) Bà được ban cho đôi cánh đại bàng, để bay vào sa mạc, vào nơi dành cho bà, tại đó bà được nuôi dưỡng một thời, hai thời và nửa thời, ở xa Con Rắn. (15) Từ miệng, Con Rắn phun nước ra đàng sau bà như một dòng sông, để cuốn bà đi. (16) Nhưng đất cứu giúp bà: đất há miệng ra uống cạn dòng sông từ miệng Con Rồng phun ra. (17) Con Rồng nỗi giận với người Phụ Nữ và đi giao chiến với những người còn lại trong dòng dõi bà, là những người tuân theo các điều răn của Thiên Chúa và giữ lời chứng của Đức Giêsu. (18) Rồi nó đứng trên bãi cát ngoài biển.

## Giải thích

### Đức Maria
Một truyền thống Công giáo chỉ định danh tính của người phụ nữ trong đoạn văn trên với Maria sau khi bà được đưa lên trời, vào thiên đàng, nơi bà được đón nhận tất cả vinh quang là " Nữ Vương Thiên Đàng "," Mẹ Thiên Chúa ", và" Mẹ của Giáo hội ". Quan điểm này đã được khẳng định bởi Giáo hoàng Piô X, Giáo hoàng Piô XII, Giáo hoàng Phaolô VI, và Giáo hoàng Gioan Phaolô II. Theo quan điểm này, "con trai" của người phụ nữ là một tham chiếu chỉ đến Chúa Giêsu (Khải Huyền 12:5), kể từ khi người "dùng một cây gậy sắt mà chăn dắt muôn dân" (Tv 2:9)(Khải huyền 12:05). Con rồng cố gắng nuốt con của người phụ nữ tại thời điểm bà sinh ra (Khải huyền 12:04) là một tham chiếu đến việc vua Hêrôđê đã cố gắng giết con trẻ sơ sinh Giêsu (Mt 2:16). Qua cái chết và phục sinh của Người, Chúa Giêsu "là trưởng tử và là thủ lĩnh mọi vương đế trần gian" (Khải huyền 00:05). Do bởi đặc ân khôn tả mà Đức Maria có thể được miêu tả là "mình khoác mặt trời, chân đạp mặt trăng và đầu có đội triều thiên 12 ngôi sao".